# 續議界務專條
續議界務專條是法國與清朝之間於1887年6月26日簽訂的條約，是兩國於1885年簽署的《中法新約》第3條的執行專條，該條約劃定了中越兩國的陸地邊界和北部灣北侖河河口附近的島嶼歸屬。